# هلزبی
هلزبی (به انگلیسی: Helsby) یک روستا و محله مدنی در بریتانیا است که در غرب چشایر و چستر واقع شده‌است. هلزبی ۴٬۹۷۲ نفر جمعیت دارد.